# Rivière Roggan
Der Rivière Roggan ist ein 193 km langer Zufluss der James Bay in der MRC Jamésie in der Verwaltungsregion Nord-du-Québec der kanadischen Provinz Québec.

## Flusslauf
Sein Einzugsgebiet umfasst 9583 km². Der mittlere Abfluss beträgt 128 m³/s. Der Fluss hat seinen Ursprung im See Lac Amichikukamaskach nördlich des Réservoir Robert-Bourassa. Von dort fließt er in westlicher Richtung, durchfließt die Seen Lac Lorin, Lac Pamigamachi und Lac Roggan. Später wendet er sich ein kurzes Stück nach Norden und trifft auf seinen wichtigsten Nebenfluss, den Rivière Corbin. Schließlich mündet er nach weiteren 25 km, die er wieder in westlicher Richtung fortsetzt, nahe dem Hamlet Roggan River, 30 km südöstlich der die James Bay nach Nordosten abgrenzenden Landspitze Pointe Louis-XIV, ins Meer. Kurz vor der Mündung trifft der Abfluss des Sees Lac Minahikuskaw, der vom Rivière Anistuwach gespeist wird, von rechts auf den Rivière Roggan. Eine lange Hügelkette mit Höhen zwischen 6 und 60 m erstreckt sich südlich entlang dem Flusslauf des Rivière Roggan.